# Roßdorf (bei Genthin)
Roßdorf este o comună în Saxonia-Anhalt, Germania